# Podiélniki
Podiélniki (en rus: Подъельники) és un poble de l'óblast de Kémerovo, a Rússia, que en el cens del 2010 tenia 75 habitants, pertany al districte de Mariïnsk.